# Miquel Àngel Marimon i Fort
Miquel Àngel Marimon i Fort (Santiago de Xile, 11 d'abril de 1946 - Tivissa, 27 d'abril de 2018) fou un polític català.

## Biografia
Fill d'exiliats polítics, estudià Informació i Turisme i Publicitat. De 1960 a 1962 fou membre del Centre Català de Santiago de Xile. A començaments dels anys seixanta va tornar a Catalunya i es dedicà a l'atletisme. De 1964 al 1972 fou atleta del Reus Esportiu, obtenint la medalla de bronze en diverses competicions. Ha format part del Club de Tir al Plat de Flix (1975-1979) i del Club de Caçadors de Sant Miquel d'Ascó (1979-1984).
Va treballar com a tècnic encarregat de la documentació tècnica primer a Fenwick de Montcada i Reixac i després per a FECSA a la central nuclear d'Ascó. El 1982 fou membre de l'Assemblea Nacional del Sindicat de Quadres de Catalunya, sindicat al qual estava afiliat des de 1973.
Afiliat a Convergència Democràtica de Catalunya des del 1979, fou elegit diputat per la província de Tarragona a les eleccions al Parlament de Catalunya de 1984 i 1988 a les llistes de Convergència i Unió (CiU). De 1984 a 1988 fou secretari de la Comissió d'Indústria, Energia, Comerç i Turisme del Parlament de Catalunya i de 1989 a 1992 secretari de la Comissió de Seguiment dels Jocs Olímpics del 1992. Posteriorment ha estat president del Club d'Atletisme Ascó Ribera d'Ebre.